# میرما
شهر میرما (به فرانسوی: میرما) در شهرستان بوش دو رون در ناحیه پروانس آلپ-کوت دازور با جمعیت ۲۴٬۵۱۷ نفر در کشور فرانسه واقع شده‌است